# یواس‌اس آزبرن (دی‌دی-۲۹۵)
یواس‌اس آزبرن (دی‌دی-۲۹۵) (به انگلیسی: USS Osborne (DD-295)) یک کشتی بود که طول آن ۳۱۴ فوت (۹۶ متر) بود. این کشتی در سال ۱۹۱۹ ساخته شد.